# Châteauneuf (Savoie)
Pour les articles homonymes, voir Châteauneuf.
Châteauneuf est une commune française située dans le département de la Savoie, en région Auvergne-Rhône-Alpes.

## Géographie

### Situation

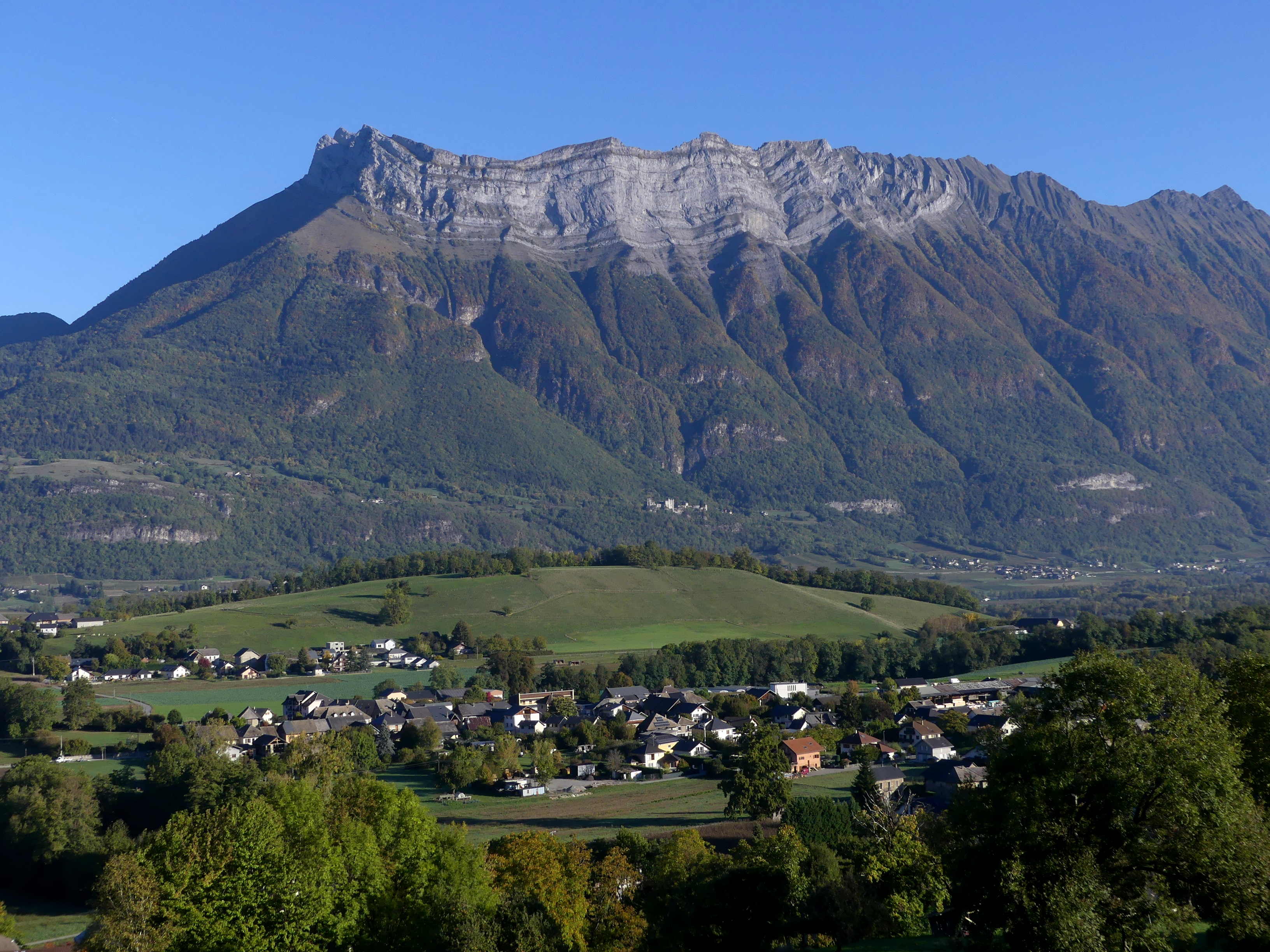
Châteauneuf et Arclusaz au matin.

Châteauneuf se situe dans la combe de Savoie, sur la rive gauche de l'Isère, dans le haut du val Coisin, entre Albertville (26 km au nord-est) et Montmélian (12 km au sud-ouest). C'est une commune a vocation rurale qui s'étend principalement sur une colline d'origine morainique, cette dernière étant bordée par l'Isère à l'ouest et au nord et le Gelon à l'est. La source du Coisin se trouve au hameau de Maltaverne.

### Communes limitrophes
Châteauneuf est limitrophe, des communes de Saint-Pierre-d'Albigny, Chamousset, Bourgneuf, Chamoux-sur-Gelon (chef-lieu de canton), Betton-Bettonet, Hauteville, Coise-Saint-Jean-Pied-Gauthier et Saint-Jean-de-la-Porte.
L'Isère constitue la principale limite avec Saint-Pierre-d'Albigny au nord mais pas entièrement puisqu'une partie du territoire au nord-est de Châteauneuf est situé en rive droite. La limite avec Bourgneuf à l'est est marquée par le ruisseau de l’ancienne Gelon sur une distance très courte inférieure à 500 mètres. Enfin la limite avec Saint-Jean-de-la-Porte au nord-ouest est également très courte, d'environ 250 m, au niveau de l'autoroute A43 le long de l'Isère.
| Saint-Jean-de-la-Porte         | Saint-Pierre-d'Albigny | Chamousset             |
| Coise-Saint-Jean-Pied-Gauthier | Châteauneuf            | Chamousset / Bourgneuf |
| Hauteville                     | Betton-Bettonet        | Chamoux-sur-Gelon      |

### Villages et lieux-dits
Maltaverne, l'Église, le Villaret, Tardevel, les Poncins, les Tavaux, le Coisin, les Boissons, Freydière, Boîtard, Colovron, Curamachon.

### Climat
Pour des articles plus généraux, voir Climat d'Auvergne-Rhône-Alpes et Climat de la Savoie.
En 2010, le climat de la commune est de type climat des marges montargnardes, selon une étude du Centre national de la recherche scientifique s'appuyant sur une série de données couvrant la période 1971-2000. En 2020, Météo-France publie une typologie des climats de la France métropolitaine dans laquelle la commune est exposée à un climat de montagne ou de marges de montagne et est dans la région climatique Alpes du nord, caractérisée par une pluviométrie annuelle de 1 200 à 1 500 mm, irrégulièrement répartie en été.
Pour la période 1971-2000, la température annuelle moyenne est de 10,3 °C, avec une amplitude thermique annuelle de 18,5 °C. Le cumul annuel moyen de précipitations est de 1 341 mm, avec 9,4 jours de précipitations en janvier et 8,3 jours en juillet. Pour la période 1991-2020, la température moyenne annuelle observée sur la station météorologique de Météo-France la plus proche, « Saint-Pierre de Soucy », sur la commune de Saint-Pierre-de-Soucy à 8 km à vol d'oiseau, est de 11,5 °C et le cumul annuel moyen de précipitations est de 1 122,4 mm,. Pour l'avenir, les paramètres climatiques de la commune estimés pour 2050 selon différents scénarios d'émission de gaz à effet de serre sont consultables sur un site dédié publié par Météo-France en novembre 2022.

## Urbanisme

### Typologie
Au 1er janvier 2024, Châteauneuf est catégorisée bourg rural, selon la nouvelle grille communale de densité à sept niveaux définie par l'Insee en 2022.
Elle est située hors unité urbaine. Par ailleurs la commune fait partie de l'aire d'attraction de Chambéry, dont elle est une commune de la couronne,. Cette aire, qui regroupe 115 communes, est catégorisée dans les aires de 200 000 à moins de 700 000 habitants,.

### Occupation des sols
L'occupation des sols de la commune, telle qu'elle ressort de la base de données européenne d’occupation biophysique des sols Corine Land Cover (CLC), est marquée par l'importance des territoires agricoles (58,6 % en 2018), en diminution par rapport à 1990 (65,8 %). La répartition détaillée en 2018 est la suivante : 
zones agricoles hétérogènes (34,1 %), forêts (25,5 %), prairies (19,4 %), zones urbanisées (7,5 %), terres arables (5,1 %), eaux continentales (4,8 %), zones industrielles ou commerciales et réseaux de communication (3,6 %), mines, décharges et chantiers (0,1 %).
L'IGN met par ailleurs à disposition un outil en ligne permettant de comparer l’évolution dans le temps de l’occupation des sols de la commune (ou de territoires à des échelles différentes). Plusieurs époques sont accessibles sous forme de cartes ou photos aériennes : la carte de Cassini (XVIIIe siècle), la carte d'état-major (1820-1866) et la période actuelle (1950 à aujourd'hui).

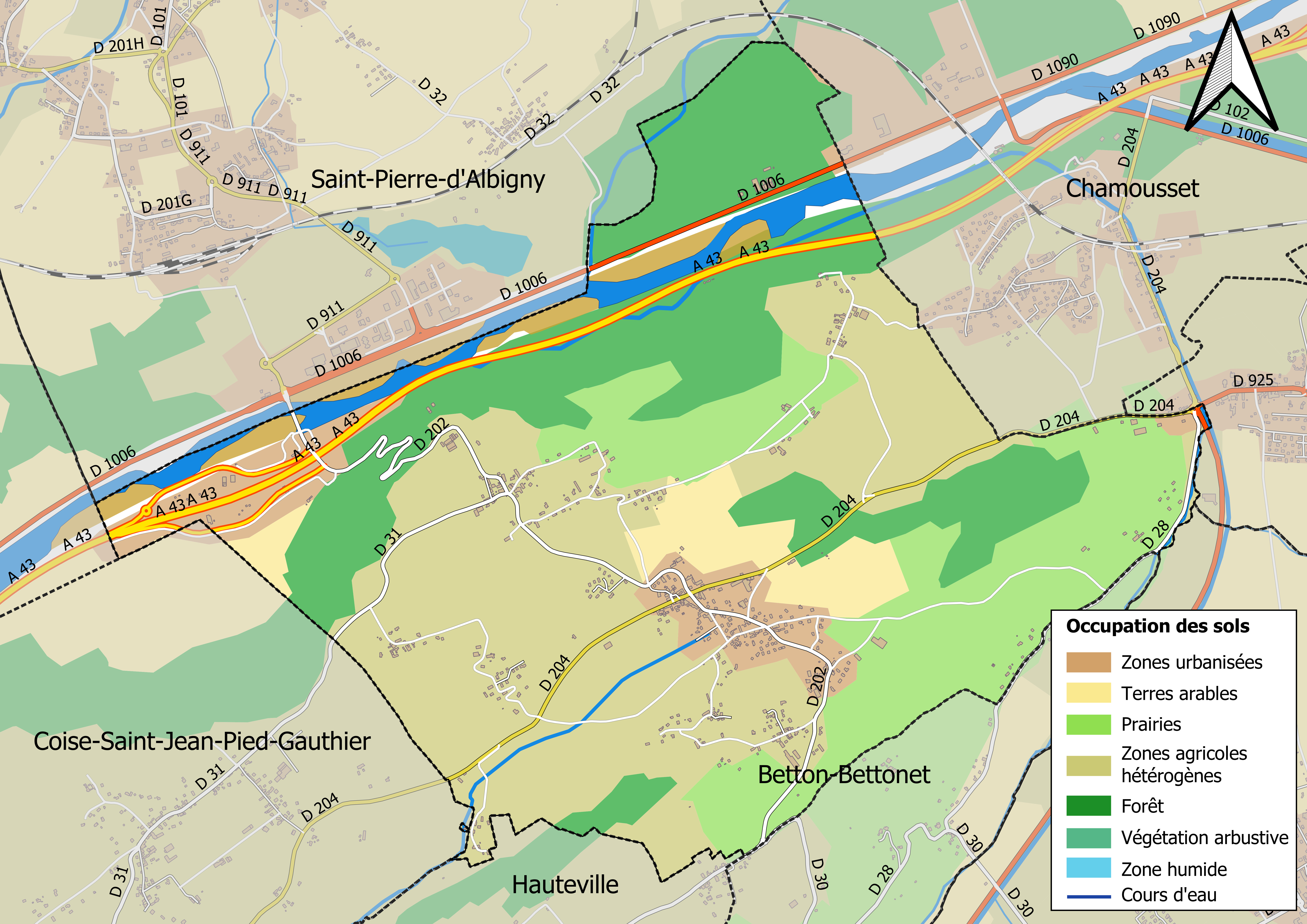
Carte des infrastructures et de l'occupation des sols en 2018 (CLC) de la commune.
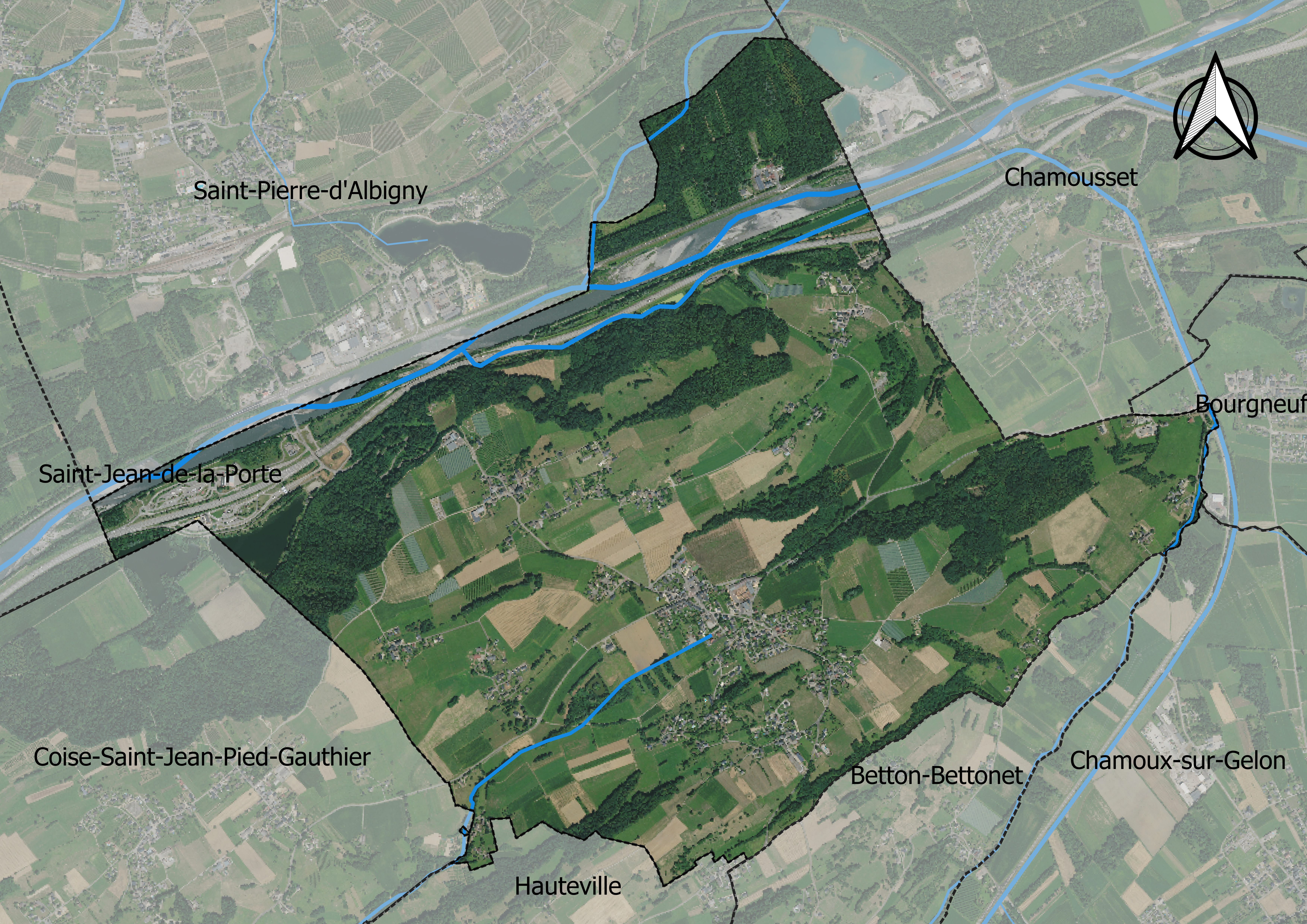
Carte orthophotogrammétrique de la commune.

## Toponymie
En francoprovençal, le nom de la commune s'écrit Shoténoa, selon la graphie de Conflans.

## Politique et administration

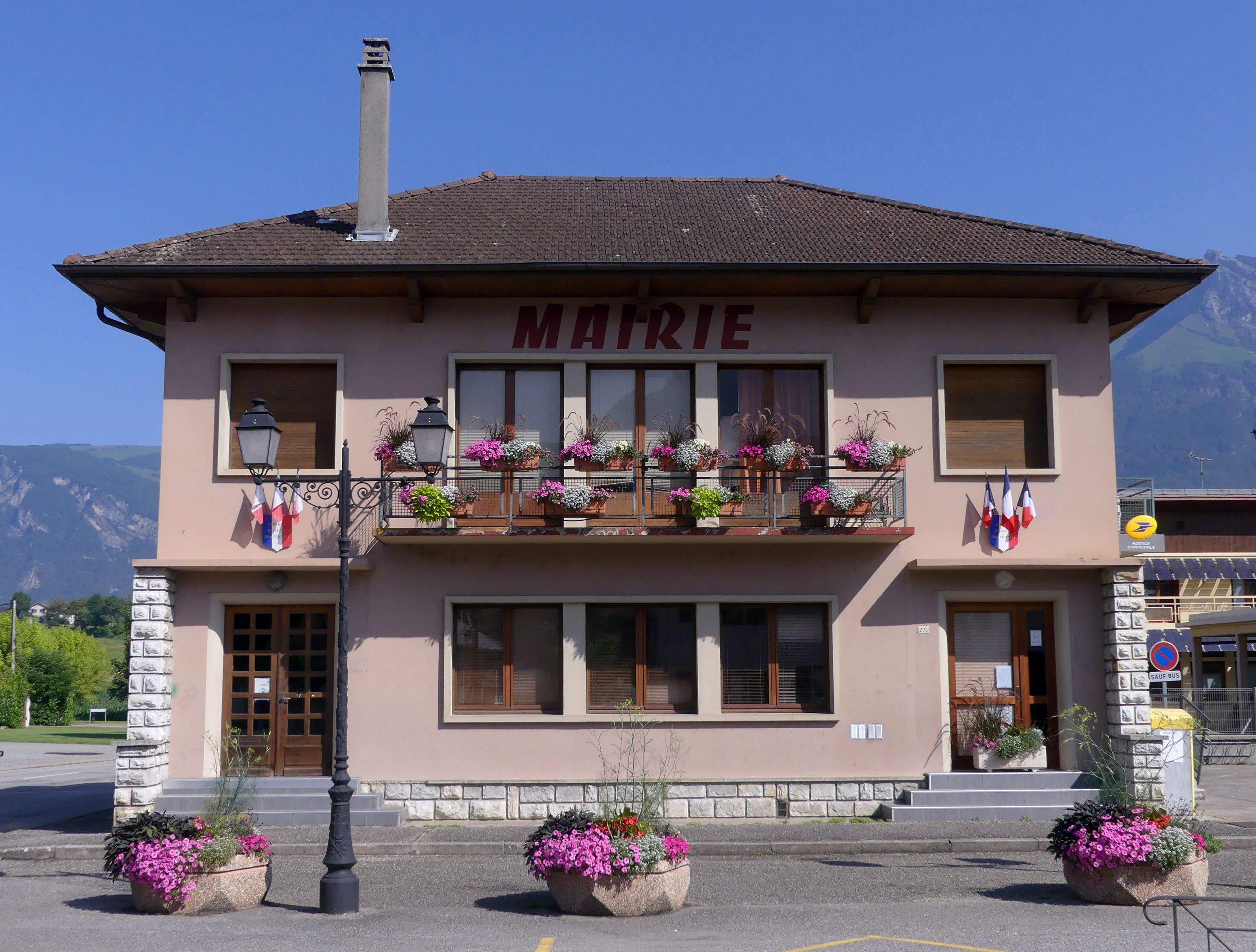
Mairie de Châteauneuf à Maltaverne.

La commune est membre de la Communauté de communes Cœur de Savoie depuis le 1er janvier 2014 à la suite de la fusion de quatre communautés : Gelon et du Coisin à laquelle elle adhérait depuis 2003 ainsi que celles de La Rochette-Val-Gelon, de la Combe de Savoie et du Pays de Montmélian. Elle appartient au territoire du Cœur de Savoie, qui regroupe une quarantaine de communes de la Combe de Savoie et du Val Gelon.
La commune de Châteauneuf délègue à la Communauté de communes les compétences relatives aux transports scolaires, à la petite enfance, à l'enfance-jeunesse, aux équipements sportifs ainsi qu'à l'action sociale à tracers le Centre intercommunal d'action sociale (CIAS). La compétence scolaire est confiée au syndicat intercommunal des écoles du Gelon-Coisin (SIEGC).
| Période                                  | Période                  | Identité        | Étiquette | Qualité                                                               |
| ---------------------------------------- | ------------------------ | --------------- | --------- | --------------------------------------------------------------------- |
| Les données manquantes sont à compléter. |                          |                 |           |                                                                       |
| mars 2001                                | En cours (au avril 2014) | Henri Carrel    |           |                                                                       |
| avant 1981                               | ?                        | Marcel Vouthier | PS        | conseiller général du canton de Chamoux (1985-1992)                   |
|                                          |                          |                 |           |                                                                       |
|                                          |                          | Jacques Balmain |           | Avocat à Chambéry conseiller général du canton de Chamoux (1910-1913) |
|                                          |                          |                 |           |                                                                       |
|                                          |                          | Joseph Balmain  |           | ingénieur-civil conseiller général du canton de Chamoux (1880-1901)   |

## Démographie
L'évolution du nombre d'habitants est connue à travers les recensements de la population effectués dans la commune depuis 1793. Pour les communes de moins de 10 000 habitants, une enquête de recensement portant sur toute la population est réalisée tous les cinq ans, les populations de référence des années intermédiaires étant quant à elles estimées par interpolation ou extrapolation. Pour la commune, le premier recensement exhaustif entrant dans le cadre du nouveau dispositif a été réalisé en 2008.

En 2022, la commune comptait 922 habitants, en évolution de +5,25 % par rapport à 2016 (Savoie : +3,63 %, France hors Mayotte : +2,11 %).
| 1793 | 1800 | 1806 | 1822  | 1838 | 1848  | 1858 | 1861 | 1866 |
| ---- | ---- | ---- | ----- | ---- | ----- | ---- | ---- | ---- |
| 793  | 779  | 972  | 1 048 | 976  | 1 030 | 979  | 991  | 984  |

| 1872  | 1876 | 1881 | 1886 | 1891 | 1896 | 1901 | 1906 | 1911 |
| ----- | ---- | ---- | ---- | ---- | ---- | ---- | ---- | ---- |
| 1 002 | 995  | 899  | 874  | 810  | 810  | 770  | 755  | 711  |

| 1921 | 1926 | 1931 | 1936 | 1946 | 1954 | 1962 | 1968 | 1975 |
| ---- | ---- | ---- | ---- | ---- | ---- | ---- | ---- | ---- |
| 580  | 553  | 535  | 523  | 564  | 503  | 508  | 504  | 456  |

| 1982 | 1990 | 1999 | 2006 | 2008 | 2013 | 2018 | 2022 | - |
| ---- | ---- | ---- | ---- | ---- | ---- | ---- | ---- | - |
| 484  | 538  | 576  | 698  | 733  | 815  | 913  | 922  | - |

## Économie
Le commune fait partie de l'aire géographique de production et transformation du « Bois de Chartreuse », la première AOC de la filière Bois en France,.

## Culture locale et patrimoine

### Lieux et monuments

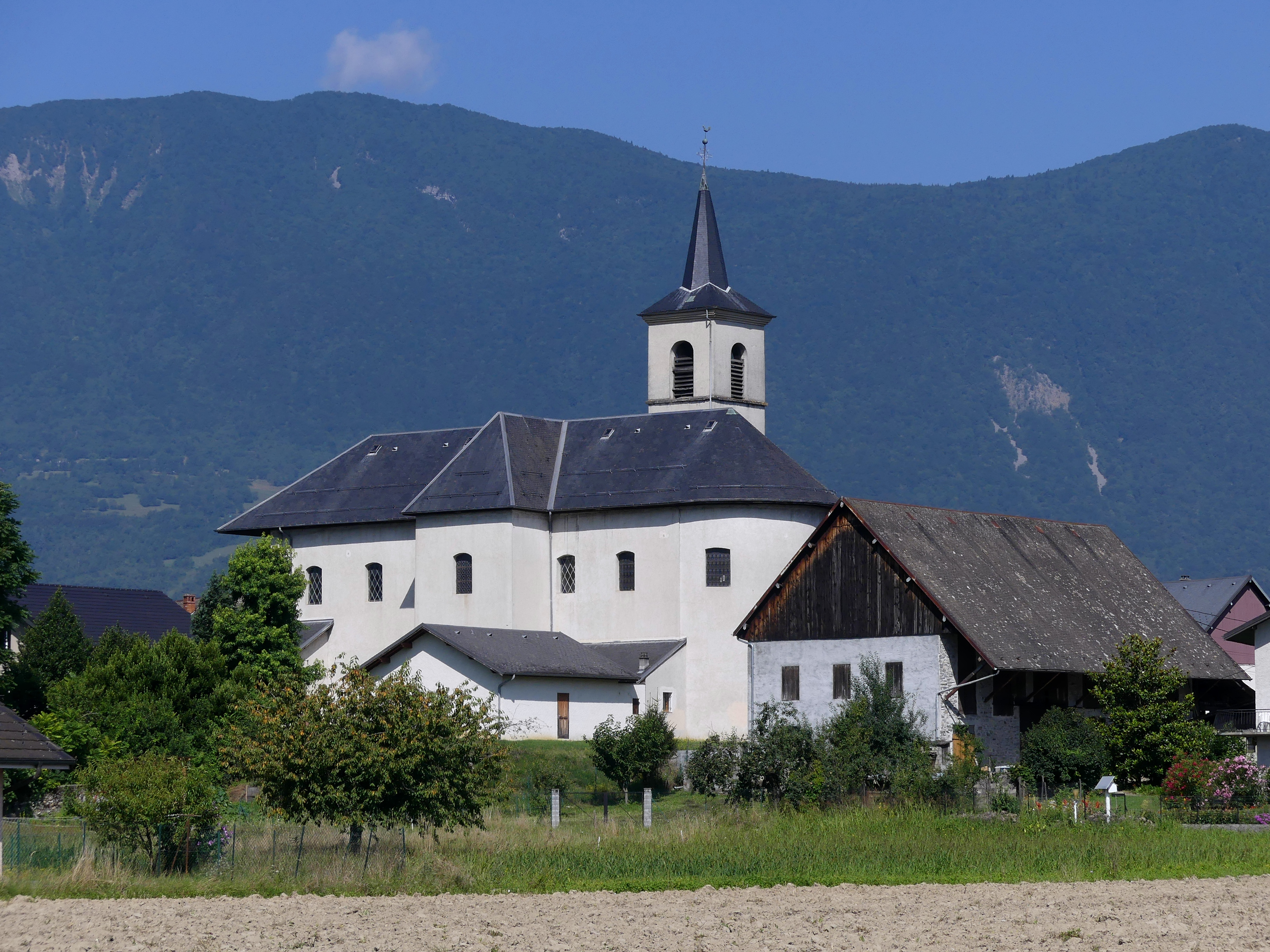
Église Saint-Étienne.

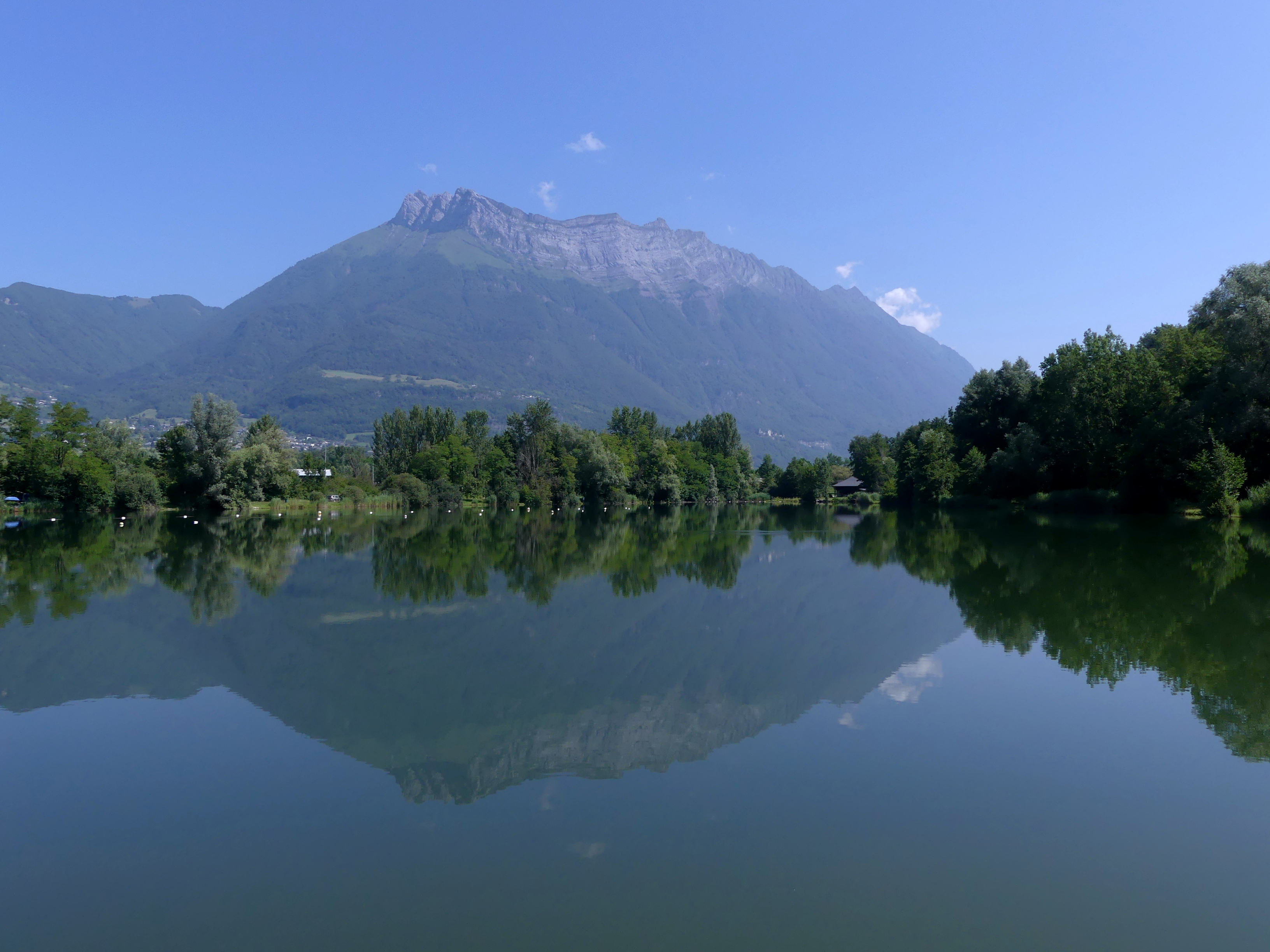
Lac des Dérouts.

- Église Saint-Étienne, terminée en 1727, de style baroque[21].
- Thermes gallo-romains[22], sanctuaire gallo-romain de Châteauneuf-les-Boissons[23],[24].
- Vestiges ruinés du château de Châteauneuf[25]. Le château fut le centre de la seigneurie de Châteauneuf érigée en baronnie en 1776, et fut la possession de la famille de La Chambre. Il en subsiste la base de tour et des pierres éparses.
- Mairie.
- École.
- Monument aux morts.
- Stèle des résistants (D 1006).
- Lac de Châteauneuf, ou lac des Dérouts.

### Personnalités liées à la commune
- Pierre-Antoine de Châteauneuf.